# Surviving Mars
Surviving Mars je simulace budování města, kterou původně vyvinulo bulharské studio Haemimont Games, později Abstraction Games a vydala společnost Paradox Interactive. Hra byla vydána 15. března 2018 pro operační systémy Microsoft Windows, macOS, Linux, PlayStation 4 a Xbox One. Hráč v ní vystupuje v roli dozorce, který musí vybudovat kolonii na Marsu a tím zajistit přežití kolonistů.

## Hratelnost
Surviving Mars je simulační hra stavitele měst, která se odehrává na Marsu a je vytvořena podle skutečných marťanských dat. Hráč si vybere sponzorující národ, z nichž každý poskytuje trochu jiné výhody, jedinečné budovy a vozidla, a poté přistane na Marsu s robotickými drony a vozítky. Tato vozítka a drony připravují kolonii tak, že zřizují energetickou a vodní infrastrukturu, kopule, sklady surovin, generátory kyslíku a přistávací plochy. Cílem hráče je vytvořit na Marsu prosperující kolonii pro občasné rakety ze Země, které mají omezený nákladní prostor, což hráče nutí vyvažovat dovážení zdrojů ze Země a jejich produkci na planetě. Například první lidští kolonisté si s sebou na raketě přivezou omezené množství potravin, takže pro prosperující kolonii na Marsu jsou klíčové farmy.
Hráč si může nechat ze Země přivézt elektroniku, strojní součástky, potraviny, beton, kov, montované budovy, vozítka, drony nebo výzkumné technologie pro výrobu. Hráči musí vyvažovat rozšiřování kolonie s hospodařením s kyslíkem, potravinami, vodou a náhradními díly.
Hra má také příběhové linie zvané mystéria, které do kolonie přidávají různé události, včetně epidemií, války, konkurenčních korporací, vzpoury umělé inteligence, kontaktu s mimozemšťany a dalších. Vzácné kovy lze za finanční prostředky vyvážet zpět na Zemi. V místech přistání se také vyskytují různé přírodní katastrofy, jako jsou prachové bouře, meteorické bouře, studené vlny a prašní ďáblové, kteří zvyšují obtížnost.

## Vývoj
Vývoj hry zpočátku vedla společnost Haemimont Games, vývojář série Tropico. Tým studoval vědu a výzvy, které vědci v reálném životě zvažují při přemýšlení o kolonizaci Marsu, a poté je proměnil v herní prvky. Estetika hry byla inspirována seriály The Jetsons a Futurama. Vydavatel Paradox Interactive hru popsal jako „hardcore survival city-builder“ a oznámil ji v květnu 2017. Hra byla vydána pro Windows, macOS, PlayStation 4 a Xbox One 15. března 2018 s podporou modů.
Přibližně rok po vydání, v červnu 2019, podepsala společnost Haemimont smlouvu se společností Frontier Developments na vývoj nového titulu pro vydavatelství Frontier. V březnu 2021 Paradox odhalil, že vývoj hry Surviving Mars se přesunul z Haemimont Games do Abstraction Games.

## Stahovatelný obsah
Hra Surviving Mars obsahuje několik DLC, která jsou k dispozici buď samostatně, nebo jako součást digitálního season passu dostupného v edici „First Colony Edition“.
- Space Race, první rozšíření hry, bylo vydáno 15. listopadu 2018 a představuje soupeřící kolonie, které soutěží o dosažení milníků na Marsu.[11]
- Green Planet, druhé rozšíření hry vydané dne 16. května 2019 a představuje koncept terraformace Marsu na planetu, která dokáže udržet lidský život.[12]

Bylo také vydáno několik obsahových balíčků, včetně balíčku budov a rozhlasové stanice Marsvision Song Contest (s vydáním hry Space Race) a Project Laika, který představil rančerství na Marsu a také domácí zvířata v kolonii (s vydáním hry Green Planet).
V březnu 2021 byla přidána bezplatná aktualizace přidávající funkce vesmírné turistiky a později v roce 2021 je plánováno plnohodnotné placené rozšíření DLC.